# Fribourg (Moselle)
Fribourg (deutsch Freiburg) ist eine französische Gemeinde mit 163 Einwohnern (Stand 1. Januar 2022) im Département Moselle in der Region Grand Est (bis 2015 Lothringen). Sie gehört zum Arrondissement Sarrebourg-Château-Salins und zum Kanton Sarrebourg.

## Geografie
Fribourg liegt 15 Kilometer westlich von Sarrebourg, zwischen dem Linderweiher (Étang de Lindre) und dem Stockweiher (Étang du Stock). Das 17,6 km² umfassende Gemeindegebiet ist Teil des Regionalen Naturparks Lothringen. 
Zur Gemeinde Fribourg gehören die Weiler:
- Albeschaux (Alberschhofen), nordöstlich gelegen, mit Kapelle Ste-Anne
- Sainte-Croix (Heiligkreuzhof), ebenfalls nordöstlich
- Albing (1497: Elbingen)

## Geschichte
Das Dorf war im Mittelalter Besitz der Bischöfe von Metz und gehört seit 1766 zu Frankreich.
Im Frieden zu Frankfurt am Main 1871 fiel Fribourg an das neu gegründete Deutsche Reich respektive an das Reichsland Elsaß-Lothringen. Der Ort hieß amtlich Freiburg und gehörte zum Kreis Saarburg im Bezirk Lothringen.
Um 1887 sprach die Bevölkerung von Freiburg nur Französisch beziehungsweise Patois. Freiburg gehörte zu den Grenzorten der deutsch-französischen Sprachgrenze.
Nach dem Ersten Weltkrieg musste die Region aufgrund der Bestimmungen des Versailler Vertrags 1919 an Frankreich abgetreten werden und wurde Teil des Département Moselle. Im Zweiten Weltkrieg war die Region von der deutschen Wehrmacht besetzt.
| Jahr      | 1962 | 1968 | 1975 | 1982 | 1990 | 1999 | 2007 | 2019 |
| Einwohner | 200  | 201  | 191  | 170  | 167  | 159  | 172  | 166  |

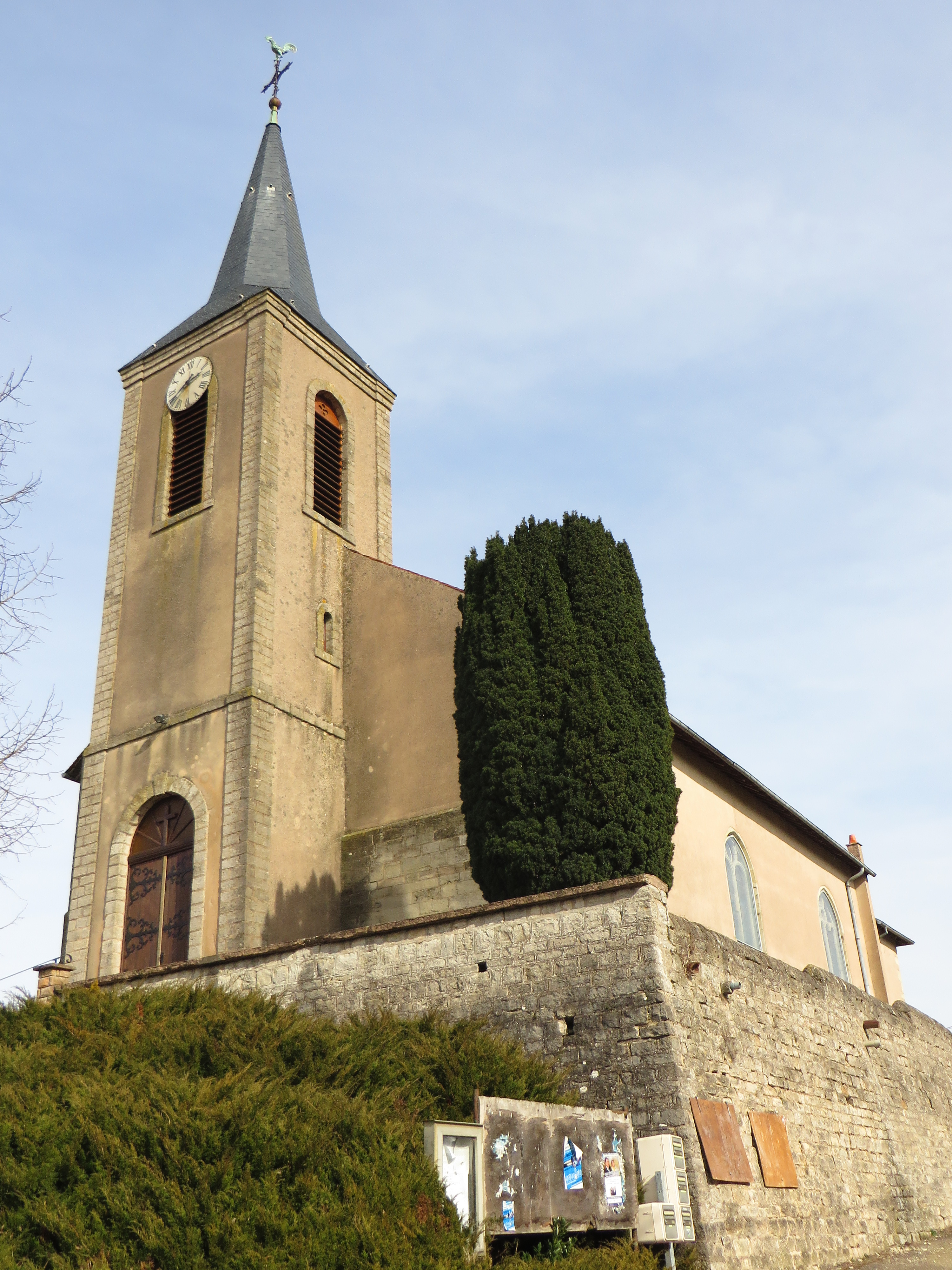
Kirche Saint-Martin
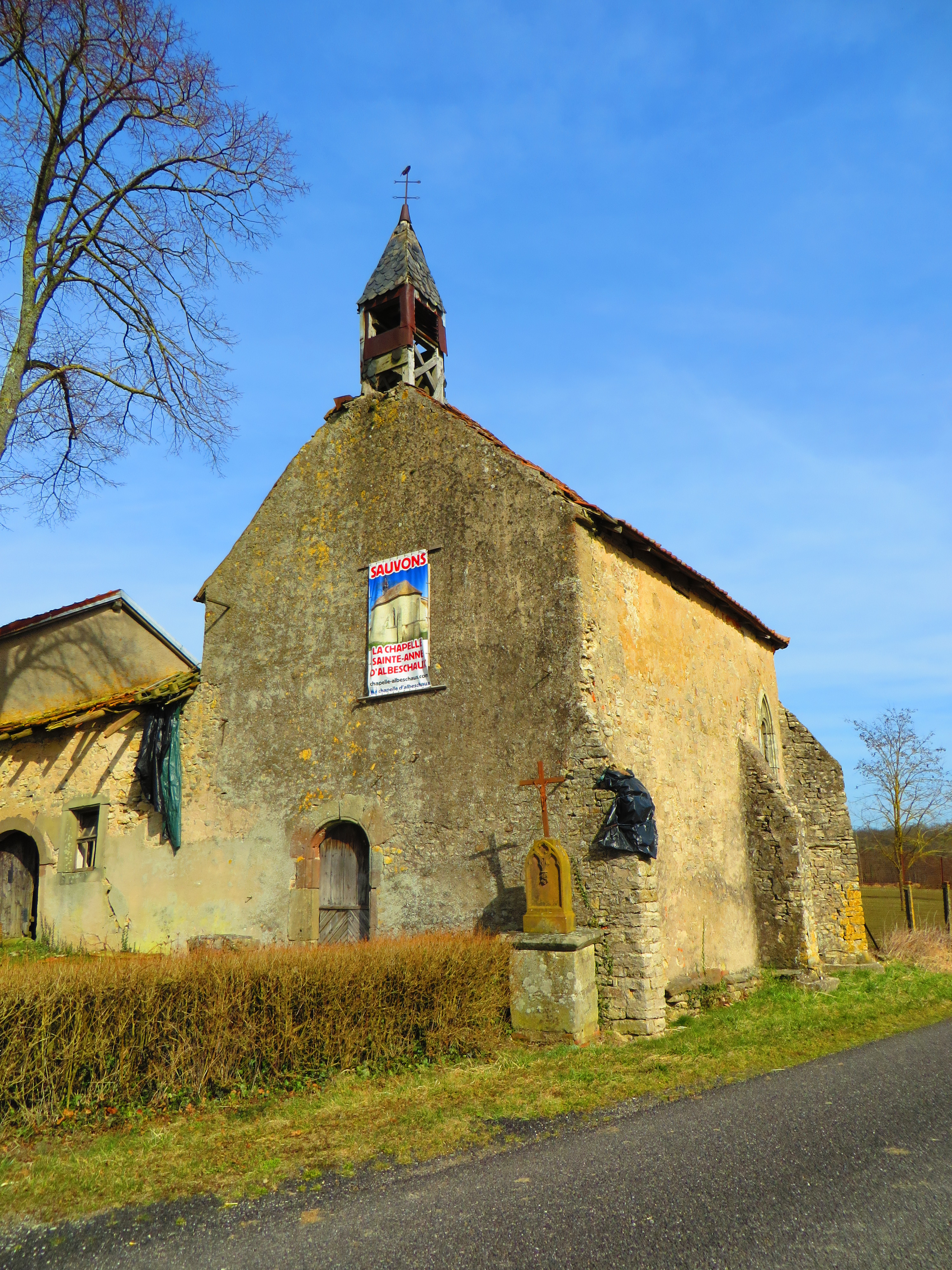
Kapelle Sainte-Anne in Albeschaux vor der Renovierung
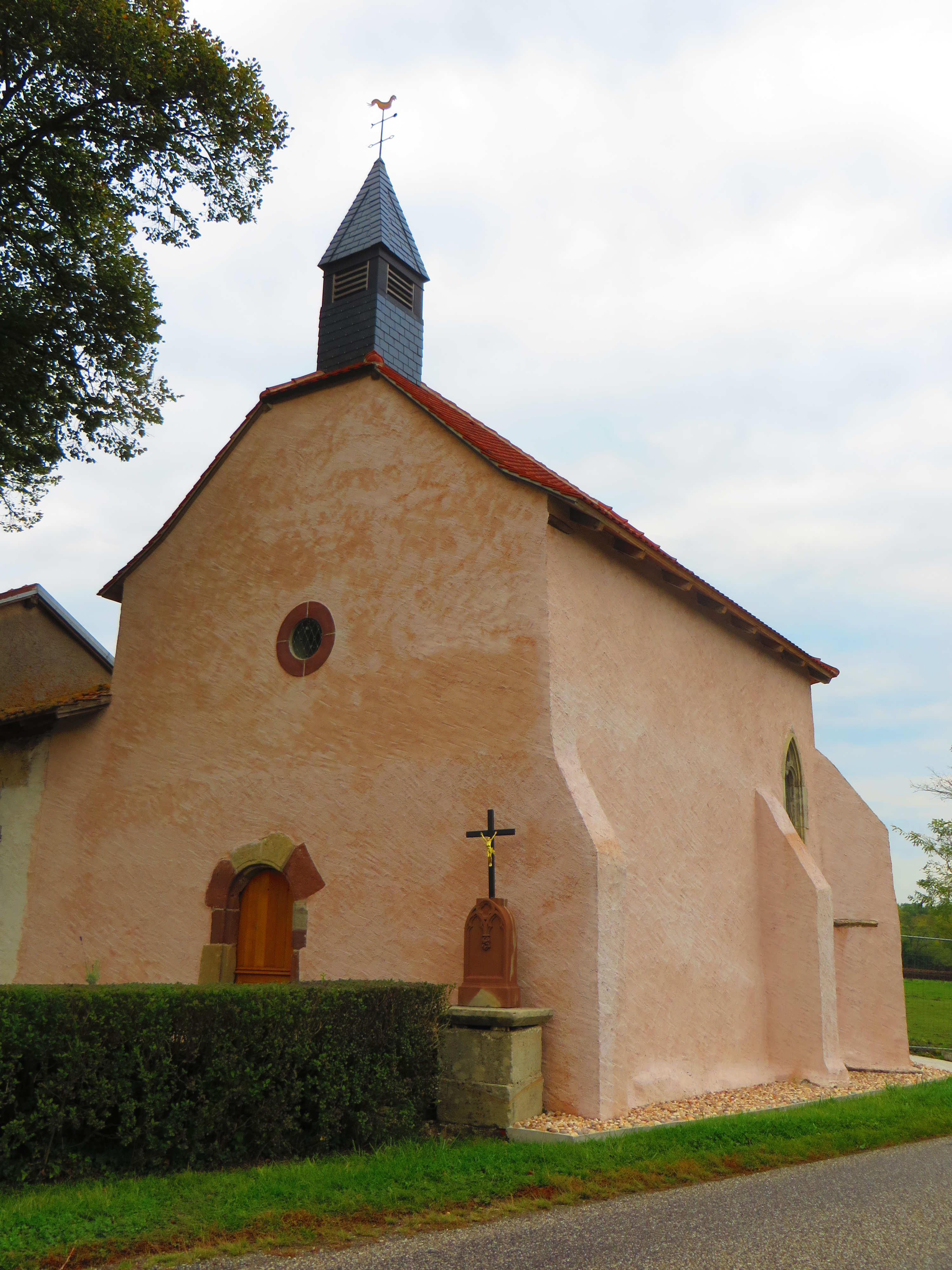
Die Kapelle nach der Renovierung
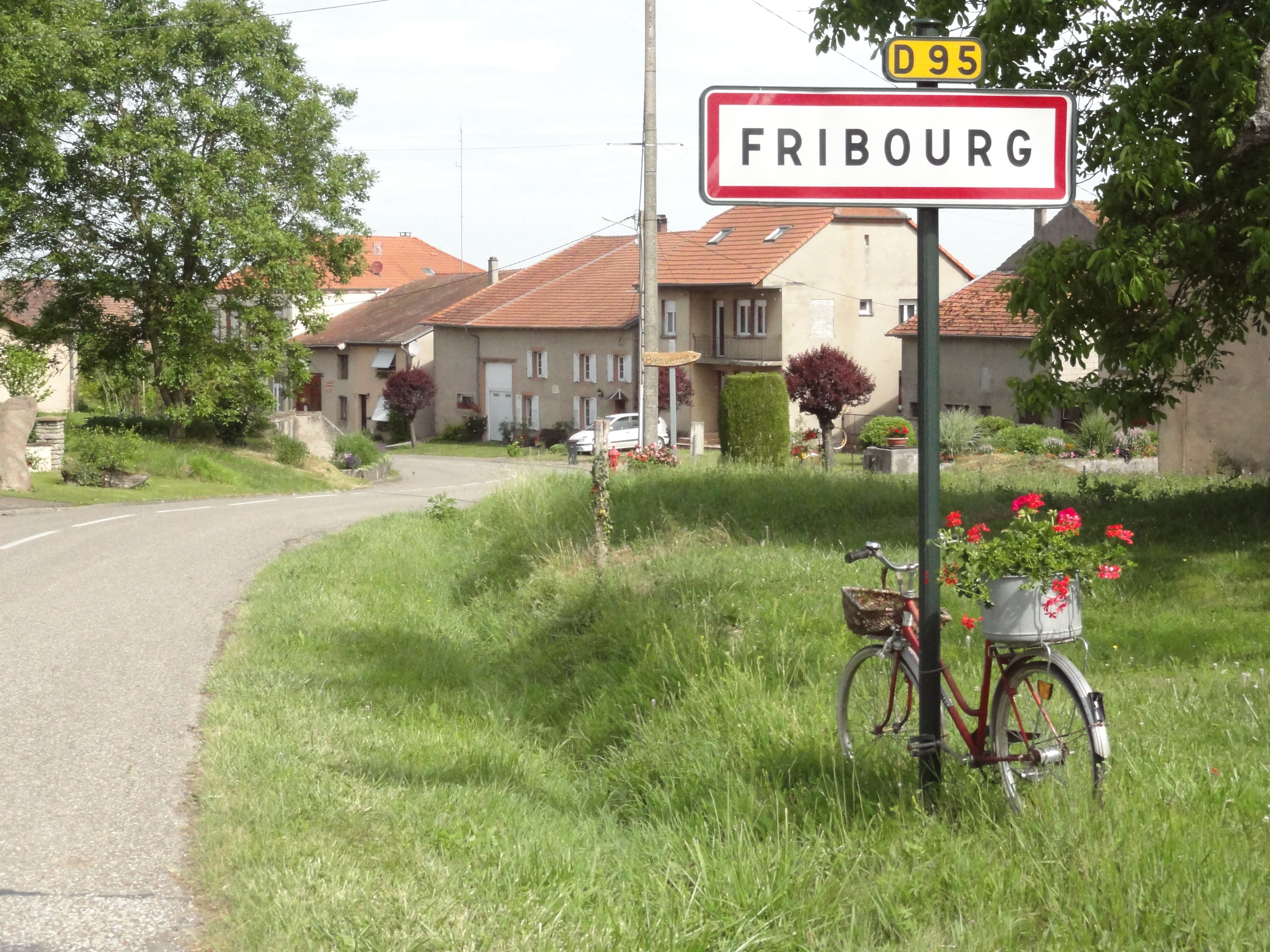
Ortseingang von Fribourg
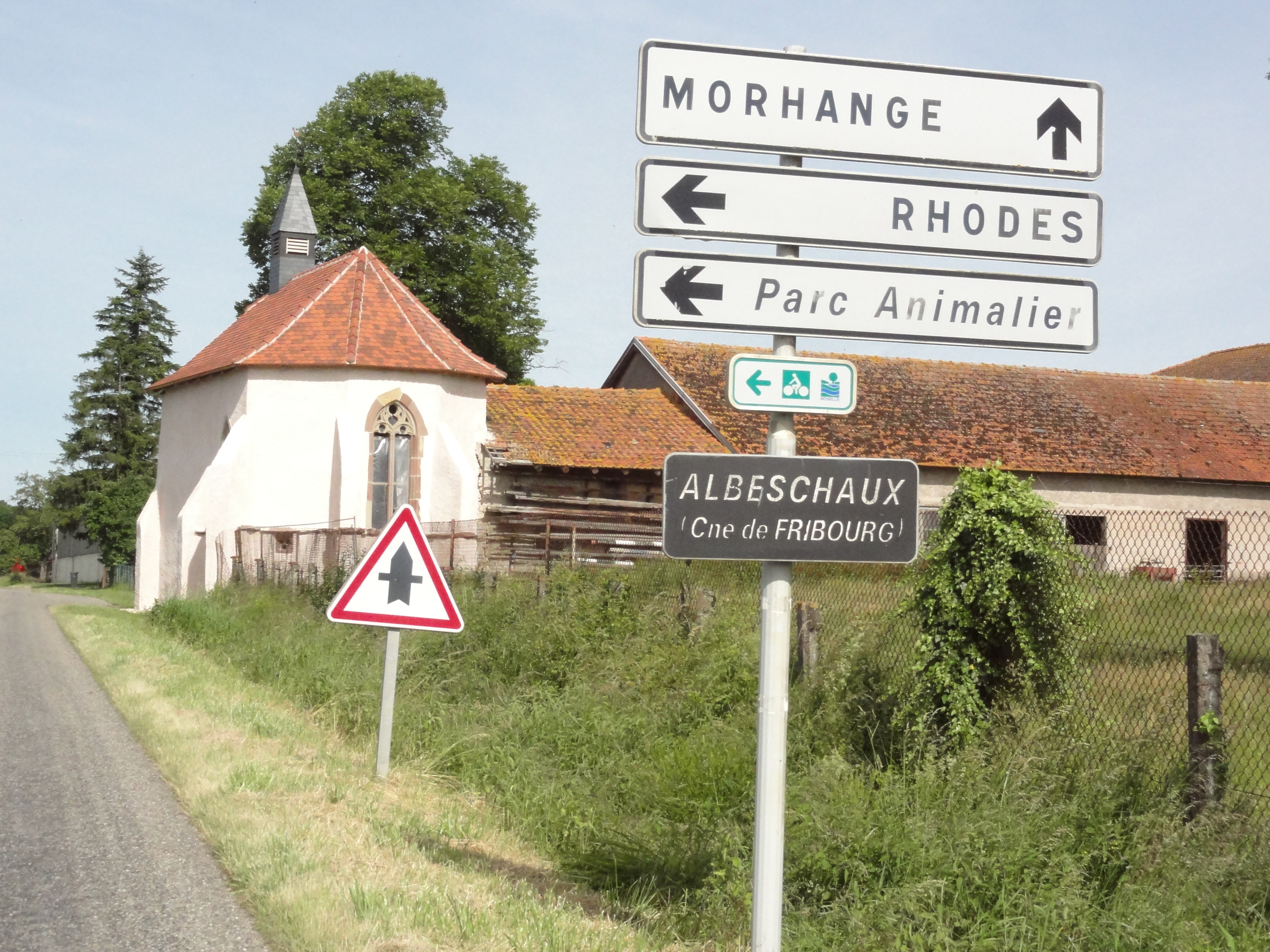
Ortseingang von Albeschaux
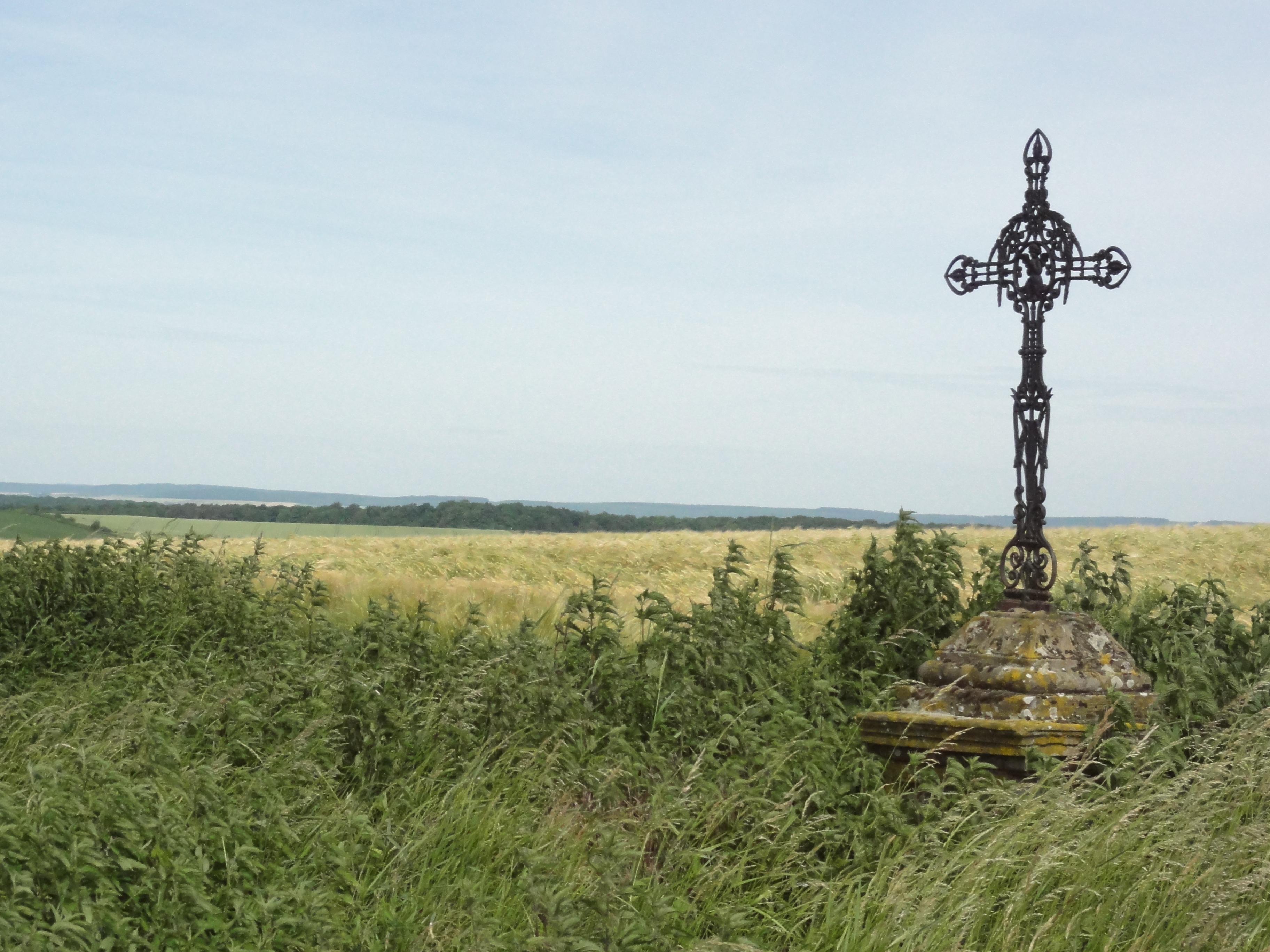
Landschaft bei Fribourg mit Flurkreuz
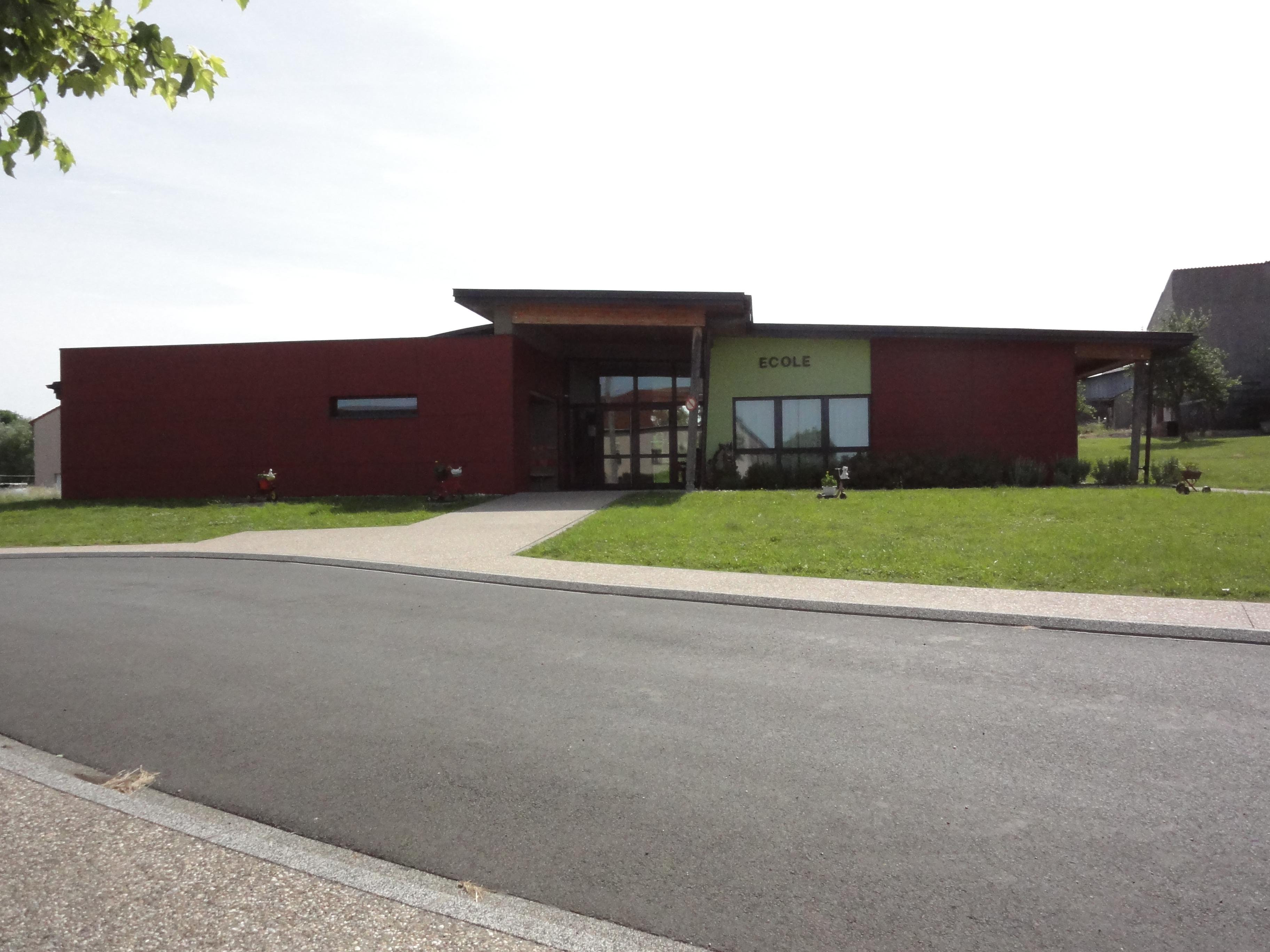
Schule von Fribourg
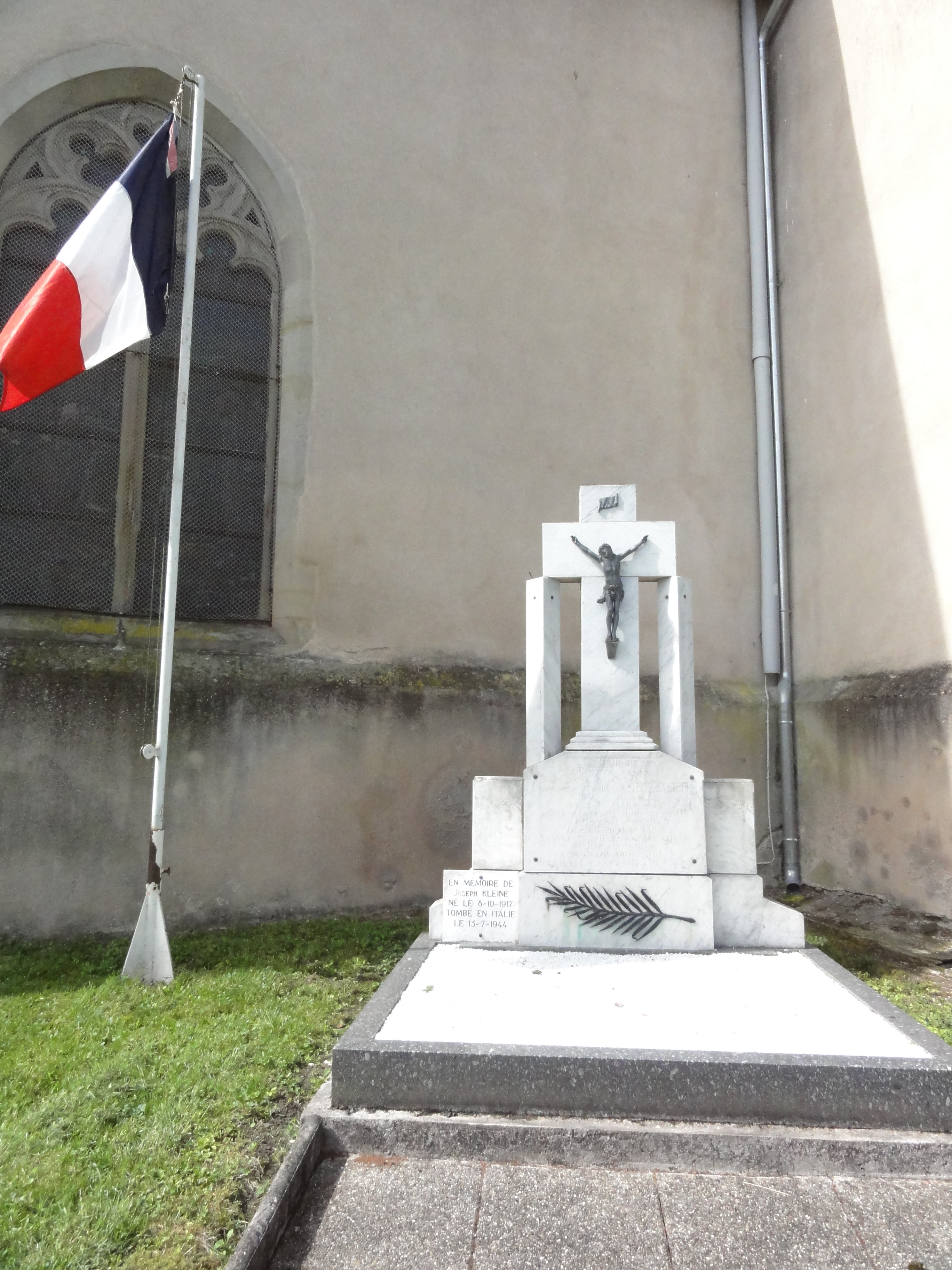
Gefallenendenkmal